# پل زرامین
پل پیل‌لاغه مربوط به دوره قاجار است و درمسیر جاده روستای زرامین شهرستان نهاوند واقع شده و این اثر در تاریخ ۲۵ اسفند ۱۳۸۰ با شمارهٔ ثبت ۵۰۳۶ به‌عنوان یکی از آثار ملی ایران به ثبت رسیده است.در 5 کیلومتری غرب نهاوند و نزدیک به روستایی به نام زرامین پل آجری معروف به پیل لاغه بر روی یکی از شاخه های رودخانه گامسیاب وجود دارد. این پل با یک دهانه و قوس مربوط به دوره قاجار بوده و به ثبت ملی رسیده است. 
در اصل نام پل ظفرالسلطان بوده و در قدیم به عنوان پل تردد عابران استفاده می شده. این پل یکبار در اواخر دهه چهل از سمت شمالی تخریب گشته که توسط حاج شاهمراد عبدل ملکیان با بیست هزارتومان هزینه مورد مرمت قرار گرفته.